# Expedición Jeannette

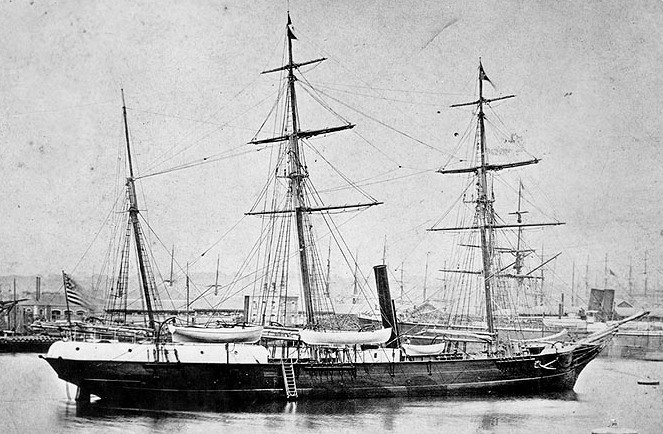
El velero Jeannette en El Havre, Francia, 1878

La expedición Jeannette (1879-1881), oficialmente designada U.S. Arctic Expedition, fue una tentativa de llegar al Polo Norte encabezada por George W. DeLong con la intención de atravesar una ruta aún no explorada, desde el océano Pacífico pasando por el estrecho de Bering. En teoría, una corriente caliente, la corriente de Kuroshio, que fluía en dirección norte por el estrecho, podía servir de pasaje hasta el supuesto mar polar abierto y, así, hasta el Polo. Esa teoría era una pura ilusión; el navío de la expedición, el USS Jeannette y su tripulación de 33 hombres, quedó presa del hielo y a la deriva durante casi dos años antes de colapsar y hundirse al norte de la costa de Siberia. Tras quedar sin el navío, De Long lideró a sus 32 hombres en un peligroso viaje de tren, llevando consigo el velero Jeannette y dos cúter, sirviendo estos dos últimos para navegar hasta al río Lena en Siberia. Durante ese viaje, y las semanas que siguieron por Siberia  antes de ser rescatados, veinte de los 32 hombres de la tripulación murieron, incluyendo a DeLong.
El autor de la teoría de un pasaje a través de una corriente caliente hacia el Polo Norte fue el cartógrafo alemán August Petermann. Petermann convenció a James Gordon Bennett, Jr., propietario de New York Herald para financiar una expedición polar que atravesaría una ruta por el Pacífico aún no experimentada. Bennett adquirió una antigua cañonera de la Marina Real Británica, la Pandora, y cambió su nombre por el de Jeannette. DeLong, quien Bennett escogió para liderar la expedición, era un oficial de marina activo con experiencia en el Ártico. A pesar de que la expedición fue, en su esencia, de naturaleza privada y sufragada por Bennett, la expedición tuvo el total apoyo del Gobierno de los Estados Unidos. Antes de partir, el navío fue integrado en la Marina de los Estados Unidos como USS Jeannette, navegando al abrigo de las leyes y disciplina de la marina.
Antes de su final, la expedición descubrió nuevas islas —las islas De Long— y recogió datos meteorológicos y oceanográficos importantes. Aunque el destino de la Jeannette echara por tierra la creencia en la teoría del mar polar abierto, el hallazgo en 1884 de hielos flotantes al sur de la costa oeste de Groenlandia indicó la existencia de una corriente oceánica que movía el hielo ártico permanente desde el este al oeste. Este descubrimiento inspiró a Fridtjof Nansen para desarrollar su expedición Fram nueve años más tarde. 

## Reconocimientos
Un monumento a los muertos de la Jeannette fue erigido en la Academia Naval de los Estados Unidos en Annapolis en 1890.